# 高師泰

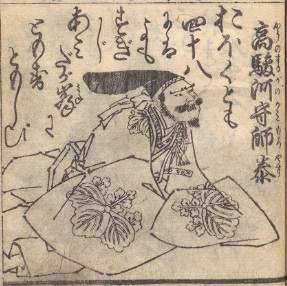
高師泰

高师泰（日语：高 師泰/こう の もろやす、?—1351年3月24日（观应2年/正平6年2月26日）），南北朝时代武将。高师直的兄弟（『高階系図』记载为师直之兄，同时代史料『園太暦』却有「舎弟師泰」的记录。

## 生平
出仕足利尊氏，于元弘3年/正庆2年（1333年）尊氏反叛镰仓幕府时立下战功。第二年在建武新政中和上杉宪房被一同任命为杂诉决断所奉行。建武2年（1335年）的中先代之乱中跟随尊氏反攻镰仓，击败北条时行。之后在三河国迎击以新田义贞为总大将的朝廷尊氏追讨军，一开始不敌宫方，在镰仓出家隐居的尊氏亲自出马以后跟随尊氏，在箱根竹之下之战中击破了义贞军。
尊氏之后乘胜追击，攻入京都，但遭到朝廷军反攻，逃亡九州。师泰在筑前国等战役中十分活跃。凑川之战中作为尊氏之弟足利直义的副将立下战功。之后在进攻金崎城和讨伐北畠显家的战役中都有参与，在军事方面为室町幕府的创设立下了大功。正平2年/贞和3年（1347年），楠木正行举兵，师泰和师直携手迎战，于翌年讨死正行，并攻入南朝根据地吉野放火。
然而作为第一流的武将，立下无数功绩的功臣，开始逐渐展现出傲慢的态度：因为打算在东山建设山庄而开掘菅原氏的墓地，菅原氏的后代菅原在登提出抗议，结果被其杀害。后来足利直义和高师直因为政见不合（师直以武家势力扩张为第一考虑，而直义试图调和武家、公家和寺社的关系）开始争夺幕政的主导权时（观应扰乱），师泰是师直派的中心人物。
师泰・师直兄弟于正平4年/贞和5年（1349年）成功逼迫直义下野。然而一度出家远离政务的直义在正平5年/观应元年（1350年）趁尊氏为讨伐直义养子・足利直冬远征中国地方时逃出京都归顺南朝。师直・师泰兄弟为了讨伐直义而举兵。师泰从石见国回师京都，与尊氏一同迎战直义，但是正平6年/观应2年（1351年）在摄津国打出浜战败（打出滨之战）。作为议和的条件和师直一同出家，号道胜。同年2月26日在由直义护送至京都途中被直义派武将上杉能宪在摄津国武库川畔杀害。兄弟师直和儿子师世一族也一同遇害。享年六十余岁。

## 人物评价
师泰不仅是一流的武将，也具有优秀的政治手腕，在室町幕府创设期曾担任诉讼奉行，然而由于权力欲过高最终落得身死族灭的下场。